# لواء البتراء

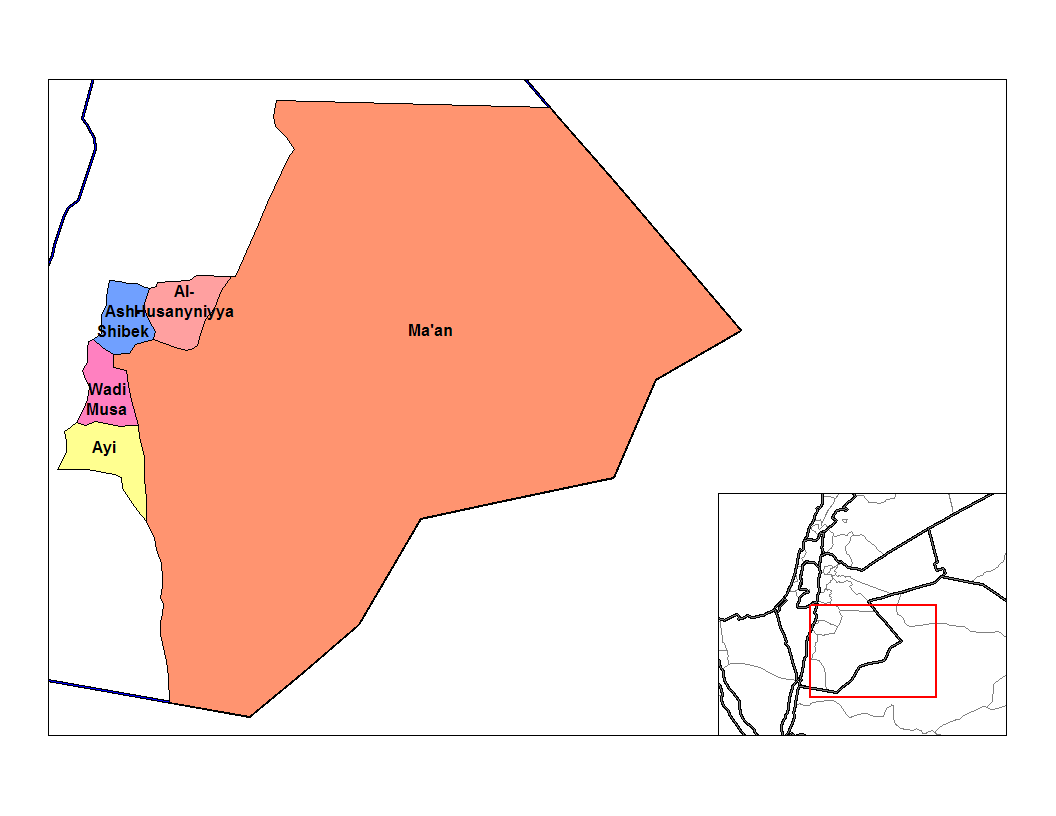
التقسيم الإداري في محافظة معان، الأردن. حيث تظهر ناحية وادي موسى باللون الزهري، التي تحولت إلى لواء عام 1996، والذي بدوره أصبح «لواء البتراء» في عام 2001.

لواء البتراء هو تقسم إداري ثاني في محافظة معان، جنوب الأردن. مركزه بلدة وادي موسى. يقع في الجهة الغربية من مدينة معان مركز المحافظة، ويبعد عنها 36 كم، على امتداد سلسلة جبال الشراه المطلة على وادي عربة وطبيعتها الجغرافية المنحدرة والمحاطة بالجبال. تبلغ مساحة اللواء 900 كم2، ويحده من الشمال لواء الشوبك ومن الجنوب قضاء المريغة ومن الغرب محافظة العقبة / قضاء وادي عربة ومن الشرق قضاء إيل وقضاء أذرح.
وقد تطورت أهمية هذا اللواء إداريا مع نشوء إمارة شرق الأردن في عام 1921، حيث تم تأسيس مديرية ناحية في وادي موسى. وفي عام 1973 تم ترفيع الوحدة الإدارية من ناحية إلى قضاء. في عام 1996 تم ترفيعها إلى لواء. في عام 2001 تم تغيير اسم لواء وادي موسى إلى «لواء البتراء».
وتقع مدينة البتراء الأثرية في هذا اللواء على مساحة تبلغ 264 كم2، وعلى بعد 225 كيلومتر جنوب العاصمة الأردنية عمّان، وإلى الغرب من الطريق الصحراوي الذي يصل بين عمّان ومدينة العقبة على ساحل خليج العقبة.

## بلدات اللواء
يقع ضمن حدود لواء البتراء 19 بلدة وقرية وتجمع سكني، هي: وادي موسى، الطيبة، الراجف، البتراء، دلاغـة، أم صيحون، البيضا، الحي، بئر حمد، المديرج، عين أمون، خربة أم الطليان، الذروة، حمزة، الرسيس، البقعة، أم الرخم، إسكان الحي الجديد.